# ايميكا أوبي
ايميكا أوبي (بالإنجليزية: Emeka Obi)‏ هو لاعب كرة قدم نيجيري في مركز الدفاع، ولد في 6 يونيو 2001 في لاغوس في نيجيريا. لعب مع ويغان أتلتيك.

## وصلات خارجية
- ايميكا أوبي على موقع قاعدة بيانات كرة القدم.إي يو (الإنجليزية)
- ايميكا أوبي على موقع Soccerbase.com (لاعب) (الإنجليزية)